# General Francisco Villa (Michoacán)
General Francisco Villa es una localidad del estado mexicano de Michoacán. Es parte del municipio de Tumbiscatío. Fue fundada el 2 de mayo de 1955.

## Toponimia
El nombre de la localidad rinde homenaje a Francisco Villa, héroe de la Revolución mexicana. Previamente la localidad era llamada «Las Cruces»

## Demografía
| Gráfica de evolución demográfica |
|                                  |

| Censo | Población |
| ----- | --------- |
| 1960  | 900       |
| 1970  | 1129      |
| 1980  | 1336      |
| 1990  | 1559      |
| 2000  | 1635      |
| 2010  | 1298      |
| 2020  | 1167      |